# Condado de Washington (Vermont)
El condado de Washington (en inglés: Washington County), fundado en 1777, es uno de los catorce condados del estado estadounidense de Vermont. En el censo de 2010 el condado tenía una población de 60103 habitantes en una densidad poblacional de 86 hab/km². La sede del condado es Montpelier.

## Geografía
Según la Oficina del Censo, el condado tiene un área total de 1800 km² (695 mi²), de la cual 1785 km² (689,2 mi²) es tierra y 16 km² (6,2 mi²) (0.90%) es agua.

### Condados adyacentes
- Condado de Lamoille - norte
- Condado de Caledonia - noreste
- Condado de Orange - sureste
- Condado de Chittenden - noroeste
- Condado de Addison - suroeste

## Demografía
En el 2000 la renta per cápita promedia del condado era de $40,972, y el ingreso promedio para una familia era de $51,075. En 2000 los hombres tenían un ingreso per cápita de $33,181 versus $26,369 para las mujeres. El ingreso per cápita para el condado era de $21,113. Alrededor del 8.00% de la población estaba bajo el umbral de pobreza nacional.

## Localidades

### Ciudades
Barre |
Montpelier 

### Pueblos
Barre |
Berlin |
Cabot |
Calais |
Duxbury |
East Montpelier |
Fayston |
Marshfield |
Middlesex |
Moretown |
Northfield |
Plainfield |
Roxbury |
Waitsfield |
Warren |
Waterbury |
Woodbury |
Worcester 

### Villas
Cabot |
Marshfield |
Northfield |
Waterbury 

### Lugares designados por el censo
East Barre |
East Montpelier |
Graniteville  | 
Graniteville-East Barre (histórico)|
Plainfield |
South Barre |
Waitsfield |
Websterville |
Worcester

### Áreas no incorporadas
Adamant |
Tangletown 